# Conflit indo-pakistanais

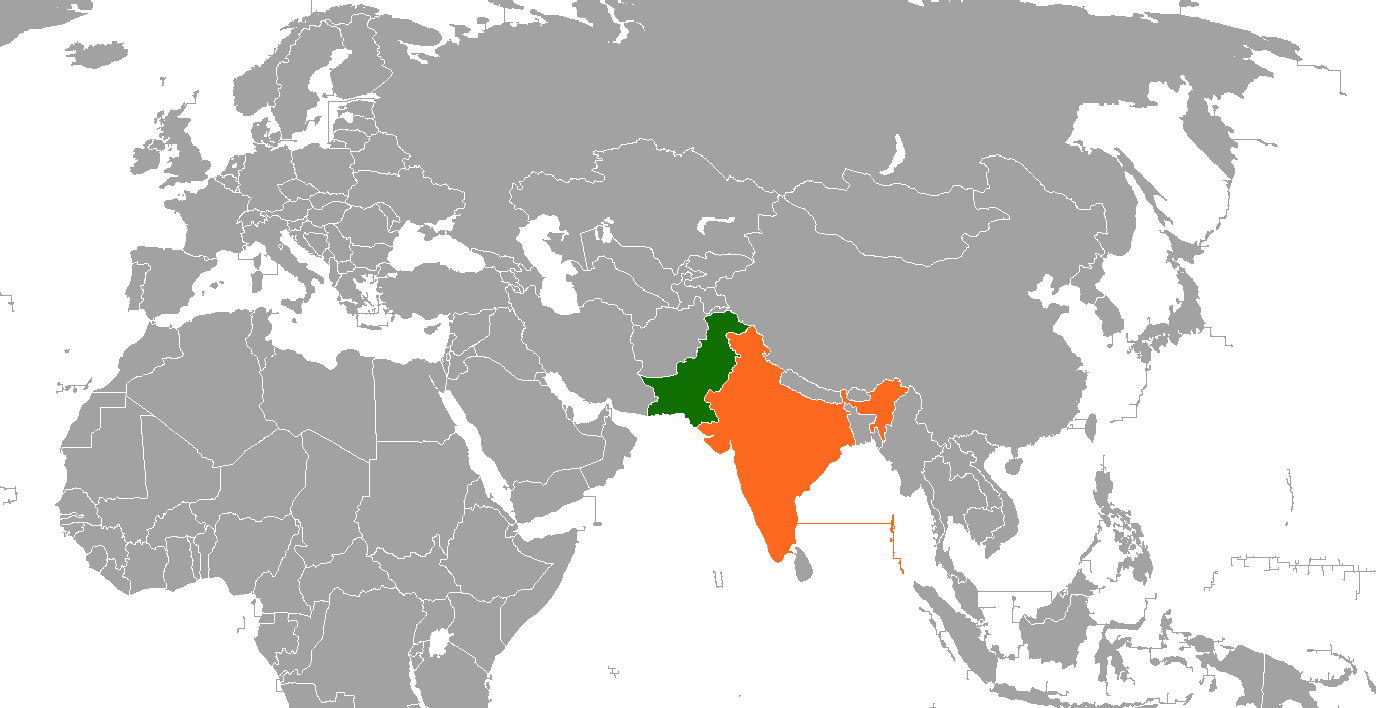
Emplacement du Pakistan (vert) et de l'Inde (orange).

Le conflit entre l'Inde et le Pakistan commence en 1947, lorsque ces deux pays deviennent indépendants du régime politique colonial du Raj britannique. Les pays se sont affrontés au cours de trois guerres et depuis 1998, les deux pays disposent de l'arme nucléaire.
Le conflit se concentre dans la région du Cachemire, que les pakistanais revendiquent en faisant valoir que la population est majoritairement musulmane.
Ces deux pays font partie des dix pays les plus peuplés du monde, comptant au total plus de 1,6 milliard d'habitants, ainsi qu'une surface conjointe de quelques 4 millions de km².

## Indépendance

La Partition des Indes et le mouvement des réfugiés

À la fin de la Seconde Guerre mondiale, le Royaume-Uni a reconnu l'indépendance de ses colonies en territoire indien. La Partition des Indes s'effectue alors en 1947, à la suite de ce soudain octroi d'indépendance,.
Presque un tiers de la population musulmane d'Inde est resté vivre dans les nouvelles frontières,,.
La séparation ne fût pas sans séquelles, produit du difficile tracé d'une frontière. La violence intercommunautaire entre hindous, sikhs et musulmans a causé entre 200 000 et deux millions de victimes et 14 millions de déplacés,.
On a donné aux États princiers des Indes un accord d'adhésion afin de s'incorporer à l'Inde ou au Pakistan.

## Guerres

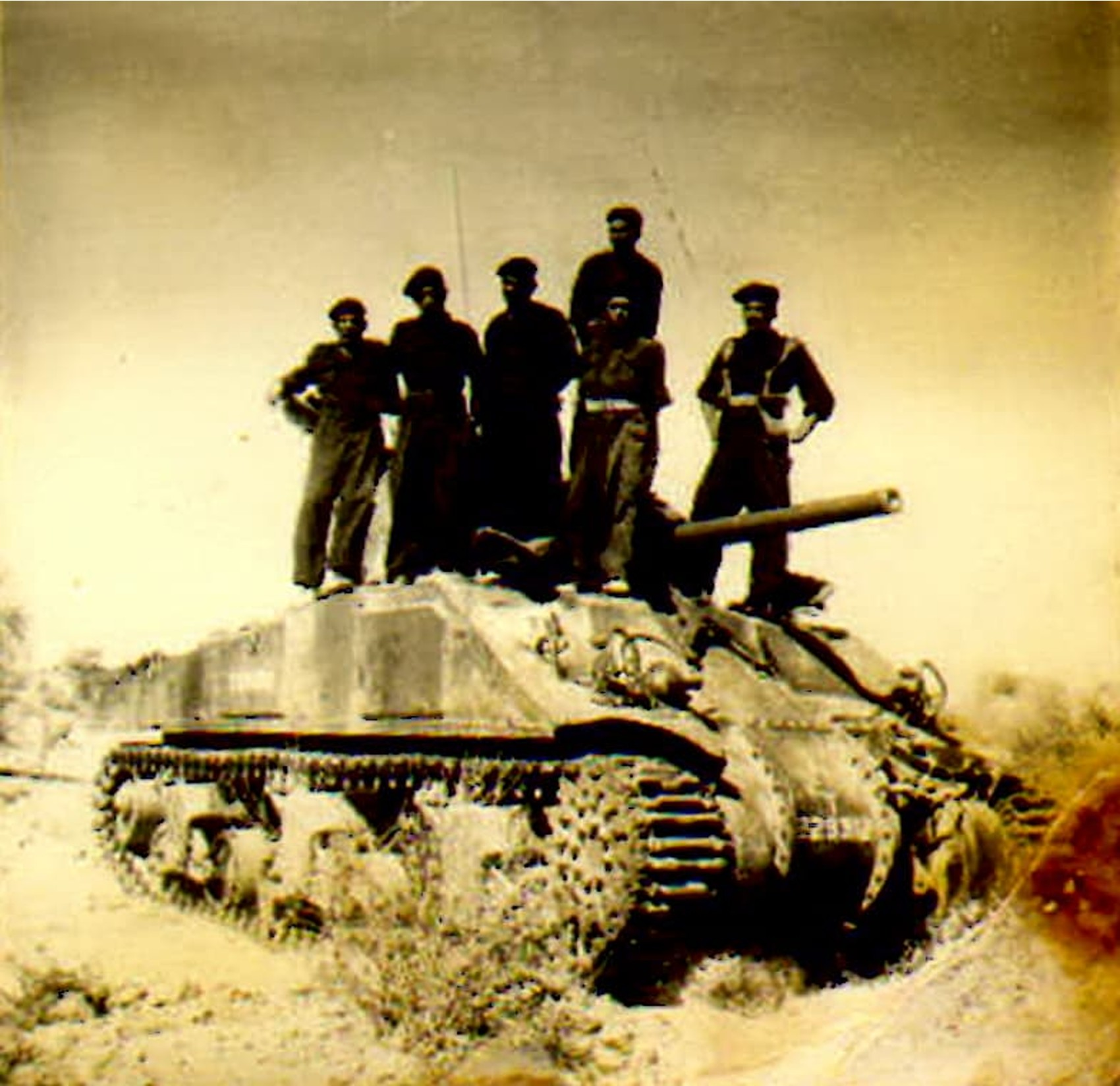
Soldats pakistanais posant pour une photographie sur un M4A4 Sherman indien vaincu lors d'une bataille avec l'Inde durant la guerre de 1965.

- Guerre indo-pakistanaise de 1947
- Guerre indo-pakistanaise de 1965
- Guerre indo-pakistanaise de 1971
- Guerre indo-pakistanaise de 1999